# UEFAヨーロッパリーグ
UEFAヨーロッパリーグ（ウエファヨーロッパリーグ、略称：UEL、英: UEFA Europa League）は、欧州サッカー連盟（UEFA）が主催する、ヨーロッパのクラブチームによるサッカーの国際大会である。この大会への参加資格は、各国のリーグ戦やカップ戦での成績に基づいている。
UEFAカップウィナーズカップが廃止される前の1971年から1999年までは"第3層"であったが、現在はUEFAチャンピオンズリーグの下、UEFAカンファレンスリーグの上に位置する"第2層"の大会である。

## 概要
インターシティーズ・フェアーズカップとして創設された大会が前身となり、1971年にUEFAカップとして正式に発足。1999年、それまであった欧州三大カップ戦の一角、UEFAカップウィナーズカップ（ヨーロッパ各国のカップ戦優勝クラブによる国際大会）を吸収する形で（UEFAカップ出場資格に、ヨーロッパ各国のカップ戦優勝クラブを加える形で吸収）、統合された。2009-10シーズンからUEFAインタートトカップを取り込む形で拡大されるとともにUEFAヨーロッパリーグと改名され現在に至る。2000年以降、優勝チームはUEFAチャンピオンズリーグ（UCL）の優勝チームと対戦するUEFAスーパーカップの出場権を得る。
従来、UEFAヨーロッパリーグ（当時の名称はUEFAカップ）は、各国リーグの上位クラブ同士が対戦するということもあって、UEFAチャンピオンズリーグと並んでレベルの高い大会であった（90年代中盤までUEFAチャンピオンズリーグは、どの国も1クラブ（リーグ優勝したクラブのみ）しか出場できなかった。そのため当時のUEFAカップは、リーグ優勝を惜しくも逃した各国の上位クラブが多数参加する非常にレベルの高い大会であった）。しかし1997-98シーズン以降、UEFAチャンピオンズリーグ出場クラブ拡大の余波を受け、各国リーグから複数のクラブがUEFAチャンピオンズリーグへの参加が認められるようになると、欧州主要リーグのビッグクラブが軒並みUEFAチャンピオンズリーグに参加してしまう事態となり、UEFAカップは、「国内リーグで優勝もしくはUEFAチャンピオンズリーグ出場権を逃したチームのための大会」という不名誉な位置付けの大会に成り下がりつつあった。
この課題を解決するための施策として、UEFAチャンピオンズリーグ本大会グループリーグ（GL）3位敗退クラブなどが当年度のUEFAヨーロッパリーグに参加することを可能とすることで、例えば近年ではUEFAチャンピオンズリーグの優勝を目指すようなビッグクラブやUEFAチャンピオンズリーグでもGLを勝ち抜けるであろうと目される有力クラブが、チャンピオンズリーグから参加するなど、UEFAヨーロッパリーグの注目度を高めるような手配がなされていた（2024-25シーズンからのUEFAクラブ大会のリフォームによりUEFAチャンピオンズリーグ本大会敗退クラブがUEFAヨーロッパリーグに参加するフォーマットは廃止）。
その他の施策としては、グループリーグの導入（当初は変則H&A形式のリーグ戦として2004-05シーズンより導入）、決勝戦を中立地での1戦のみで決する（1997-98シーズンからで、会場はUEFA4つ星認定スタジアム以上の格付けを持ったスタジアム）、より格式高い大会とするためのセレモニーとしてUEFAヨーロッパリーグ・アンセム（賛美歌）の導入や新たな大会ロゴマークの新設、大会名も2009-10シーズンより従来のUEFAカップからUEFAヨーロッパリーグへと変更する、等、UEFAチャンピオンズリーグに近いような大会方式に変更された。さらに2014-15シーズンより、優勝クラブには翌年度のUEFAチャンピオンズリーグへの出場資格が与えられている。

## 開催方式

### 出場枠
国別の出場枠およびどのレベルから参加できるかは、UEFAランキングのカントリーランキングで決まる。
2021-22シーズンより、UEFAカンファレンスリーグ（UECL）が創設されたことにより、UELに直接出場するクラブ数は大幅に削減された。UECL優勝クラブは翌シーズンのUELのリーグフェーズ出場権を得る。

#### 国内リーグ戦
- UEFAランキング1位から5位の国の国内リーグ5位クラブ
- UEFAランキング6位の国の国内リーグ4位クラブ
- UEFAランキング7位から12位の国の国内リーグ3位クラブ

#### 国内カップ戦
- UEFAランキング1位から33位の国の国内カップ戦優勝クラブ

1995-96から2015-16シーズンには、UEFAリスペクト・フェアプレーランキング上位の協会に与えられるフェアプレー枠（3枠・予選1回戦から出場）が存在した。

#### 当シーズンCL敗退チーム
1996-97シーズン以降、同じシーズンのUEFAチャンピオンズリーグの敗退チームの一部も当大会に合流する。
- 同シーズンのUEFAチャンピオンズリーグ予選敗退クラブ（1996-97シーズン以降）※1996-97シーズンは予選敗退した全クラブ、1997-98から1998-99シーズンは2回戦敗退クラブ、1999-2000から2017-18は3回戦とプレーオフ敗退クラブ、2018-19から2020-21は予選敗退した全クラブ、2021-22以降は2回戦からプレーオフ敗退クラブが対象。
- 同シーズンのUEFAチャンピオンズリーグ本大会グループリーグ3位クラブ（1999-2000から2023-24シーズン）※決勝トーナメントから参加。

#### 出場権の調整
- 2015-16シーズンより、国内カップ戦王者が、国内リーグ成績によりUCLもしくはUEL出場権を獲得した場合、出場枠はカップ戦準優勝クラブではなく、UCLとUELの出場権を得ていない国内リーグ最上位のクラブに与えられる[3]（それ以前は国内カップ戦王者がUCLに出場する場合、UEL出場枠はカップ戦準優勝クラブに与えられることもあった）。
- 国内カップ戦王者（国内の出場枠の中で最上位扱いとされる）が、国内リーグ成績によりUCL出場権も獲得した場合、UCLに出場するため、UELの他の出場権獲得チームの参加ラウンドが1つ繰り上がる。国内カップ戦王者が、国内リーグ成績によるUEL出場権も獲得した場合、そのチームより国内リーグ成績が下のUEL出場権獲得チームの参加ラウンドが1つ繰り上がる。
- 2015-16シーズン以降、前シーズンのUEL優勝クラブが、前シーズンの国内リーグまたは国内カップ戦の成績によりUELの出場権を獲得した場合、UEL優勝クラブはUELの代わりにUCLに出場し、その国のUELの出場枠は結果として1つ減少する。また、その国の他のUEL出場クラブの参加ラウンドは繰り上がらない。
- 2022-23シーズン以降、前シーズンのUECL優勝クラブが、前シーズンの国内リーグの成績によりUCLの出場権を獲得した場合、UECL優勝クラブはUELの代わりにUCLに出場し、その空いた枠はUEL予選参加クラブのUELの出場権を得ていないUEFAクラブランキング最上位のクラブに与えられる。その国のUELの出場枠は結果として1つ減少する。また、その国の他のUEL出場クラブの参加ラウンドは繰り上がらない。

|                             |                                   | 初登場 | 前ラウンド勝者                                                                            | チャンピオンズリーグ敗者 |
| --------------------------- | --------------------------------- | --- | ----------------------------------------------------------------------------------------- | --- |
| 予選1回戦 (18チーム)        | 予選1回戦 (18チーム)              | 18チーム - 16位から33位の国内カップ優勝の18チーム                                                                              |                                                                                           | |
| 予選2回戦 (16チーム)        | 予選2回戦 (16チーム)              | 7チーム - 7位から12位の国内リーグ3位の6チーム - 6位の国内リーグ4位チーム                                                       | - 予選1回戦の勝者9チーム                                                                  | |
| 予選3回戦 (26チーム)        | チャンピオンズ・パス （12チーム） | |                                                                                           | 12チーム - チャンピオンズリーグ・予選2回戦（チャンピオンズ・パス）敗者の12チーム |
| 予選3回戦 (26チーム)        | メイン・パス （14チーム）         | 3チーム - 13位から15位の国内カップ優勝の3チーム                                                                                | - 予選2回戦の勝者の8チーム                                                                | 3チーム - チャンピオンズリーグ・予選2回戦（リーグ・パス）の敗者3チーム |
| プレーオフ （24チーム）     | プレーオフ （24チーム）           | 5チーム - 8位から12位の国内カップ優勝の5チーム                                                                                 | - 予選3回戦（チャンピオンズ・パス）勝者の6チーム - 予選3回戦（メイン・パス）勝者の7チーム | 6チーム - チャンピオンズリーグ・予選3回戦（チャンピオンズ・パス）の敗者6チーム |
| リーグフェーズ （36チーム） | リーグフェーズ （36チーム）       | 13チーム - 1位から7位の国内カップ優勝の7チーム - 1位から5位の国内リーグ5位の5チーム - UEFAカンファレンスリーグの前回優勝チーム | - プレーオフ勝者の12チーム                                                                | 11チーム - チャンピオンズリーグ・予選3回戦（リーグ・パス）の敗者の4チーム - チャンピオンズリーグ・プレーオフ（リーグ・パス）の敗者の2チーム - チャンピオンズリーグ・プレーオフ（チャンピオンズ・パス）敗者の5チーム |

|                                          |                                          | 初登場 | 前ラウンド勝者                                                                      | チャンピオンズリーグ敗者 |
| ---------------------------------------- | ---------------------------------------- | --- | ----------------------------------------------------------------------------------- | --- |
| 予選ラウンド (16チーム)                  | 予選ラウンド (16チーム)                  | 3チーム - 13位から15位の国内カップ優勝の3チーム |                                                                                     | - チャンピオンズリーグ 2次予選（チャンピオンズ・ルート）の敗者10チーム - チャンピオンズリーグ 2次予選（リーグ・ルート）の敗者3チーム |
| プレーオフ (20チーム)                    | プレーオフ (20チーム)                    | 6チーム - 7位から12位の国内カップ優勝の6チーム | - 予選勝者（チャンピオンズ・ルート）の5チーム - 予選勝者（リーグ・ルート）の3チーム | - チャンピオンズリーグ 3次予選（チャンピオンズ・ルート）の敗者6チーム                                                                |
| グループステージ （32チーム）            | グループステージ （32チーム）            | 12チーム - 1位から6位の国内カップ優勝の6チーム - 5位の国内リーグ4位の1チーム - 1位から4位の国内リーグ5位の4チーム - UEFAヨーロッパカンファレンスリーグの前回優勝チーム（2022-23シーズンから） | - プレーオフ勝者の10チーム                                                          | 10チーム - チャンピオンズリーグ・3次予選（リーグ・ルート）の敗者の4チーム - チャンピオンズリーグ・プレーオフ敗者の6チーム            |
| 決勝トーナメント プレーオフ （16チーム） | 決勝トーナメント プレーオフ （16チーム） | | - グループステージ2位の8チーム                                                      | 8チーム - チャンピオンズリーグ・グループステージ3位の8チーム                                                                         |
| 決勝トーナメント （16チーム）            | 決勝トーナメント （16チーム）            | | - 決勝トーナメント プレーオフの勝者8チーム - グループステージ1位の8チーム           | |

|                               |                                   | 初登場 | 前ラウンド勝者                                                  | チャンピオンズリーグ敗者                                                                                                  |
| ----------------------------- | --------------------------------- | --- | --------------------------------------------------------------- | --- |
| 予備予選 (16チーム)           | 予備予選 (16チーム)               | 16チーム - 50位から55位の国内カップ優勝の6チーム - 49位から54位の国内リーグ2位の6チーム - 48位から51位の国内リーグ3位の4チーム |                                                                 | |
| 予選1回戦 (94チーム)          | 予選1回戦 (94チーム)              | 86チーム - 25位から49位の国内カップ優勝の25チーム - 18位から48位の国内リーグ2位の30チーム （リヒテンシュタインは除く） - 16位から47位の国内リーグ3位の31チーム（同上） | - 予備予選勝者の8チーム                                         | |
| 予選2回戦                     | チャンピオン・ルート （20チーム） | |                                                                 | 20チーム - チャンピオンズリーグ・予選1回戦敗者の17チーム - チャンピオンズリーグ・予備予選敗者の3チーム                    |
| 予選2回戦                     | メイン・ルート （74チーム）       | 27チーム - 18位から24位の国内カップ優勝の7チーム - 16位から17位の国内リーグ2位の2チーム - 13位から15位の国内リーグ3位の3チーム - 7位から15位の国内リーグ4位の9チーム - 5位から6位の国内リーグ5位の2チーム（又はフランスのリーグカップ優勝クラブ） - 1位から4位の国内リーグ6位の4チーム（又はイングランドのリーグカップ優勝クラブ） | - 予選1回戦勝者の47チーム                                       | |
| 予選3回戦                     | チャンピオン・ルート （20チーム） | | - 予選2回戦（チャンピオン・ルート）勝者の10チーム               | 10チーム - チャンピオンズリーグ・予選2回戦（優勝チーム予選）敗者の10チーム                                                |
| 予選3回戦                     | メイン・ルート （52チーム）       | 12チーム - 13位から17位の国内カップ優勝の5チーム - 7位から12位の国内リーグ3位の6チーム - 6位の国内リーグ4位の5チーム | - 予選2回戦（メイン・ルート）勝者の37チーム                     | 3チーム - チャンピオンズリーグ・予選2回戦（上位チーム予選）敗者の3チーム                                                  |
| プレーオフ                    | チャンピオン・ルート （16チーム） | | - 予選3回戦（チャンピオン・ルート）勝者の10チーム               | 6チーム - チャンピオンズリーグ・予選3回戦（優勝チーム予選）敗者の6チーム                                                  |
| プレーオフ                    | メイン・ルート （26チーム）       | | - 予選3回戦（メイン・ルート）勝者の26チーム                     | |
| グループステージ （48チーム） | グループステージ （48チーム）     | 17チーム - 1位から12位の国内カップ優勝の12チーム - 4位の国内リーグ4位の1チーム - 1位から3位の国内リーグ5位の3チーム | - プレーオフ勝者の21チーム                                      | 10チーム - チャンピオンズリーグ・プレーオフ敗者の6チーム - チャンピオンズリーグ・予選3回戦（上位チーム予選）敗者の4チーム |
| 決勝トーナメント （32チーム） | 決勝トーナメント （32チーム）     | | - グループステージ1位の12チーム - グループステージ2位の12チーム | 8チーム - チャンピオンズリーグ・グループステージ3位の8チーム                                                              |

#### 本大会出場36クラブの構成
- UEFAランキング1位から7位の国のカップ戦優勝クラブ (7)
- UEFAランキング1位から5位の国のリーグ戦5位クラブ (5)
- UEFAチャンピオンズリーグ予選（チャンピオンズ・パス）プレーオフ敗退クラブ (5)
- UEFAチャンピオンズリーグ予選（リーグ・パス）プレーオフ敗退クラブ (2)
- UEFAチャンピオンズリーグ予選（リーグ・パス）3回戦敗退クラブ (4)
- プレーオフを勝ち上がったクラブ (12)
- UEFAカンファレンスリーグ前シーズン優勝クラブもしくは予選参加クラブのうちクラブランキングの最上位クラブ (1)

前シーズンUECL優勝クラブの国内リーグ成績が本大会またはUCL出場権獲得圏内の場合、予選参加クラブ（国内カップ戦の優勝クラブかその国の本大会出場権を得ていないクラブのうちの最上位クラブに限る）のうちクラブランキングの最上位クラブが予選を免除され、本大会の出場権を得る。

### 予選
予選はトーナメント形式によるホーム・アンド・アウェー戦を実施する。2試合終了後同点の場合には延長戦、PK戦を行い勝者を決定する。なお、2020-21シーズンまではアウェーゴールルールが採用されていた。各対戦前に各クラブのランキングポイントによりポットを分けた上で同国のクラブ同士が対戦しないように抽選を行う。予選で敗退したクラブはカンファレンスリーグに出場する。
予選は、3回戦まではヨーロッパリーグに直接出場するチームおよびチャンピオンズリーグ予選のリーグ・パス敗退チームが出場するメイン・パスとチャンピオンズリーグ予選のチャンピオンズ・パス敗退チームが出場するチャンピオンズ・パスの2つのルートで行い、プレーオフは両パスを統合して行う。

#### メイン・パス
予選1回戦
UEFAランキング16位から33位の国のカップ戦優勝クラブ18クラブによって争われ、勝者9クラブが予選2回戦進出。敗退したクラブは、UECLの予選2回戦に進出する。
予選2回戦
UEFAランキング7位の国のリーグ戦4位クラブ、UEFAランキング8位から12位の国のリーグ戦3位クラブ6クラブおよび予選1回戦の勝者9クラブの計16クラブによって争われ、勝者8クラブが予選3回戦進出。敗退したクラブは、UECLの予選3回戦に進出する。
予選3回戦
UEFAランキング13位から15位の国のカップ戦優勝クラブ3クラブ、チャンピオンズリーグ予選（リーグ・パス）2回戦敗者3クラブおよび予選2回戦の勝者8クラブの計14クラブによって争われ、勝者7クラブがプレーオフ進出。敗退したクラブは、UECLのプレーオフに進出する。

#### チャンピオンズ・パス
予選3回戦
チャンピオンズリーグ予選（チャンピオンズ・パス）2回戦敗者12クラブによって争われ、勝者6クラブがプレーオフ進出。敗退したクラブは、UECLのプレーオフに進出する。

#### プレーオフ
UEFAランキング8位から12位の国のカップ戦優勝クラブ5クラブ、チャンピオンズリーグ予選（チャンピオンズ・パス）3回戦敗者6クラブ、メイン・パス予選3回戦の勝者7クラブおよびチャンピオンズ・パス予選3回戦の勝者6クラブの計24クラブによって争われ、勝者12クラブがリーグフェーズへ進出。敗退したクラブは、UECLのリーグフェーズに進出する。

### 本大会の概要
開催日は基本的に木曜日であるが、UCLとUECLが開催がない週は水曜日にも開催される。また、決勝戦は水曜日に開催される。

#### リーグフェーズ
2024-25シーズンから本大会の参加チームが36チームとなり、グループステージにかわって36チームが1つのリーグを形成するリーグフェーズが導入された。リーグフェーズで各チームは異なるチームとホームとアウェーで4試合ずつ計8試合を行い、1位から8位までがラウンド16に進出し、9位から24位までが決勝トーナメントプレーオフに進出する。25位から36位のチームはそのまま敗退となる（従来のグループステージのようにUECLに回ることはなくヨーロッパの大会から離脱する）。
対戦相手はクラブランキングによって9チームずつに分けられた4つのポットから2チームずつ選ばれ、1つのポットの対戦相手とはそれぞれホームとアウェーで試合を行う。原則としてリーグフェーズでは同じ協会のクラブとの対戦は行わず、1つの協会のクラブとの対戦は2チームまでとなる。

#### 決勝トーナメント
決勝トーナメントは、下記のようにリーグフェーズの順位によりあらかじめ決められた組み合わせにしたがって行われる。
|  | 決勝トーナメントプレーオフ |  |         | ラウンド16 |  |  | 準々決勝 |  |  | 準決勝 |  |  | 決勝 |
|  |                            |  |         |            |  |  |          |  |  |        |  |  |      |
|  | #1                         |  |         |            |  |  |          |  |  |        |  |  |      |
|  |                            |  |         |            |  |  |          |  |  |        |  |  |      |
|  | 17位/18位                  |  |         |            |  |  |          |  |  |        |  |  |      |
|  |                            |  |         |            |  |  |          |  |  |        |  |  |      |
|  | 15位/16位                  |  |         |            |  |  |          |  |  |        |  |  |      |
|  | #1の勝者                   |  |         |            |  |  |          |  |  |        |  |  |      |
|  |                            |  |         |            |  |  |          |  |  |        |  |  |      |
|  |                            |  | 1位/2位 |            |  |  |          |  |  |        |  |  |      |
|  |                            |  |         |            |  |  |          |  |  |        |  |  |      |
|  |                            |  |         |            |  |  |          |  |  |        |  |  |      |
|  |                            |  |         |            |  |  |          |  |  |        |  |  |      |
|  |                            |  |         |            |  |  |          |  |  |        |  |  |      |
|  | #2                         |  |         |            |  |  |          |  |  |        |  |  |      |
|  |                            |  |         |            |  |  |          |  |  |        |  |  |      |
|  | 23位/24位                  |  |         |            |  |  |          |  |  |        |  |  |      |
|  |                            |  |         |            |  |  |          |  |  |        |  |  |      |
|  | 9位/10位                   |  |         |            |  |  |          |  |  |        |  |  |      |
|  | #2の勝者                   |  |         |            |  |  |          |  |  |        |  |  |      |
|  |                            |  |         |            |  |  |          |  |  |        |  |  |      |
|  |                            |  | 7位/8位 |            |  |  |          |  |  |        |  |  |      |
|  |                            |  |         |            |  |  |          |  |  |        |  |  |      |
|  |                            |  |         |            |  |  |          |  |  |        |  |  |      |
|  |                            |  |         |            |  |  |          |  |  |        |  |  |      |
|  |                            |  |         |            |  |  |          |  |  |        |  |  |      |
|  | #3                         |  |         |            |  |  |          |  |  |        |  |  |      |
|  |                            |  |         |            |  |  |          |  |  |        |  |  |      |
|  | 21位/22位                  |  |         |            |  |  |          |  |  |        |  |  |      |
|  |                            |  |         |            |  |  |          |  |  |        |  |  |      |
|  | 11位/12位                  |  |         |            |  |  |          |  |  |        |  |  |      |
|  | #3の勝者                   |  |         |            |  |  |          |  |  |        |  |  |      |
|  |                            |  |         |            |  |  |          |  |  |        |  |  |      |
|  |                            |  | 5位/6位 |            |  |  |          |  |  |        |  |  |      |
|  |                            |  |         |            |  |  |          |  |  |        |  |  |      |
|  |                            |  |         |            |  |  |          |  |  |        |  |  |      |
|  |                            |  |         |            |  |  |          |  |  |        |  |  |      |
|  |                            |  |         |            |  |  |          |  |  |        |  |  |      |
|  | #4                         |  |         |            |  |  |          |  |  |        |  |  |      |
|  |                            |  |         |            |  |  |          |  |  |        |  |  |      |
|  | 19位/20位                  |  |         |            |  |  |          |  |  |        |  |  |      |
|  |                            |  |         |            |  |  |          |  |  |        |  |  |      |
|  | 13位/14位                  |  |         |            |  |  |          |  |  |        |  |  |      |
|  | #4の勝者                   |  |         |            |  |  |          |  |  |        |  |  |      |
|  |                            |  |         |            |  |  |          |  |  |        |  |  |      |
|  |                            |  | 3位/4位 |            |  |  |          |  |  |        |  |  |      |
|  |                            |  |         |            |  |  |          |  |  |        |  |  |      |
|  |                            |  |         |            |  |  |          |  |  |        |  |  |      |
|  |                            |  |         |            |  |  |          |  |  |        |  |  |      |
|  |                            |  |         |            |  |  |          |  |  |        |  |  |      |
|  | #5                         |  |         |            |  |  |          |  |  |        |  |  |      |
|  |                            |  |         |            |  |  |          |  |  |        |  |  |      |
|  | 20位/19位                  |  |         |            |  |  |          |  |  |        |  |  |      |
|  |                            |  |         |            |  |  |          |  |  |        |  |  |      |
|  | 14位/13位                  |  |         |            |  |  |          |  |  |        |  |  |      |
|  | #5の勝者                   |  |         |            |  |  |          |  |  |        |  |  |      |
|  |                            |  |         |            |  |  |          |  |  |        |  |  |      |
|  |                            |  | 4位/3位 |            |  |  |          |  |  |        |  |  |      |
|  |                            |  |         |            |  |  |          |  |  |        |  |  |      |
|  |                            |  |         |            |  |  |          |  |  |        |  |  |      |
|  |                            |  |         |            |  |  |          |  |  |        |  |  |      |
|  |                            |  |         |            |  |  |          |  |  |        |  |  |      |
|  | #6                         |  |         |            |  |  |          |  |  |        |  |  |      |
|  |                            |  |         |            |  |  |          |  |  |        |  |  |      |
|  | 22位/21位                  |  |         |            |  |  |          |  |  |        |  |  |      |
|  |                            |  |         |            |  |  |          |  |  |        |  |  |      |
|  | 12位/11位                  |  |         |            |  |  |          |  |  |        |  |  |      |
|  | #6の勝者                   |  |         |            |  |  |          |  |  |        |  |  |      |
|  |                            |  |         |            |  |  |          |  |  |        |  |  |      |
|  |                            |  | 6位/5位 |            |  |  |          |  |  |        |  |  |      |
|  |                            |  |         |            |  |  |          |  |  |        |  |  |      |
|  |                            |  |         |            |  |  |          |  |  |        |  |  |      |
|  |                            |  |         |            |  |  |          |  |  |        |  |  |      |
|  |                            |  |         |            |  |  |          |  |  |        |  |  |      |
|  | #7                         |  |         |            |  |  |          |  |  |        |  |  |      |
|  |                            |  |         |            |  |  |          |  |  |        |  |  |      |
|  | 24位/23位                  |  |         |            |  |  |          |  |  |        |  |  |      |
|  |                            |  |         |            |  |  |          |  |  |        |  |  |      |
|  | 10位/9位                   |  |         |            |  |  |          |  |  |        |  |  |      |
|  | #7の勝者                   |  |         |            |  |  |          |  |  |        |  |  |      |
|  |                            |  |         |            |  |  |          |  |  |        |  |  |      |
|  |                            |  | 8位/7位 |            |  |  |          |  |  |        |  |  |      |
|  |                            |  |         |            |  |  |          |  |  |        |  |  |      |
|  |                            |  |         |            |  |  |          |  |  |        |  |  |      |
|  |                            |  |         |            |  |  |          |  |  |        |  |  |      |
|  |                            |  |         |            |  |  |          |  |  |        |  |  |      |
|  | #8                         |  |         |            |  |  |          |  |  |        |  |  |      |
|  |                            |  |         |            |  |  |          |  |  |        |  |  |      |
|  | 18位/17位                  |  |         |            |  |  |          |  |  |        |  |  |      |
|  |                            |  |         |            |  |  |          |  |  |        |  |  |      |
|  | 16位/15位                  |  |         |            |  |  |          |  |  |        |  |  |      |
|  | #8の勝者                   |  |         |            |  |  |          |  |  |        |  |  |      |
|  |                            |  |         |            |  |  |          |  |  |        |  |  |      |
|  |                            |  | 2位/1位 |            |  |  |          |  |  |        |  |  |      |
|  |                            |  |         |            |  |  |          |  |  |        |  |  |      |
|  |                            |  |         |            |  |  |          |  |  |        |  |  |      |
|  |                            |  |         |            |  |  |          |  |  |        |  |  |      |
|  |                            |  |         |            |  |  |          |  |  |        |  |  |      |

リーグフェーズの9位から24位までのチームは、ラウンド16進出をかけて決勝トーナメントプレーオフに出場する。9位から16位までのチームがシードチーム、17位から24位までのチームがノーシードチームとなりシードチームとノーシードチームが対戦する。
ラウンド16では、リーグフェーズから直接進出した1位から8位までのチームがシードチーム、プレーオフを勝ち上がったチームがノーシードチームとなりシードチームとノーシードチームが対戦する。
決勝トーナメントは準決勝まではホーム・アンド・アウェー方式とし、2試合の通算得点が同じ場合は2試合目の試合後に前後半15分の延長戦を行う。それでも勝者が決まらない場合はPK戦で勝者を決定する。決勝戦は事前にUEFAにより決定された試合地での1試合決着とし、90分で決しない場合は延長戦を行い、さらに決しない場合はPK戦となる。

### フォーマットの変遷
ホーム・アンド・アウェーによるトーナメント方式の大会として始まり、1997-98シーズンからは決勝があらかじめ決められた開催地での1試合制となった。2004-05シーズンからは本大会にリーグ戦方式によるグループステージが導入された。

#### 2008-09シーズンまで
- 予選-1回戦 トーナメント形式によるホーム・アンド・アウェー戦を実施する。2試合終了後同点の場合にはアウェーゴールが多いクラブが勝者となる。それでも決まらない場合には延長戦、PK戦を行い勝者を決定する。各対戦前に組合せ抽選が行われ、同国のクラブが対戦しないように、また各クラブのランキングポイントによりポットを分けた上で、組合せ抽選を行う。
  - 予選1回戦は以下のクラブによって行われる。組合せは南部、中東部、北部の各地域内の国同士で対戦するように抽選される。
    - UEFAフェアプレークラブ
    - UEFAランキング19位以下の国・地域の国内カップ戦優勝クラブ
    - UEFAランキング19位-51位の国・地域の第2順位のクラブ
    - UEFAランキング16位-21位の国・地域の第3順位のクラブ

  - 予選2回戦は以下のチームによって行われ、32チームに絞られる。
    - UEFAインタートトカップの勝者
    - UEFAランキング14位-18位の国・地域の国内カップ戦優勝クラブ
    - UEFAランキング16位-18位の国・地域の第2順位のクラブ
    - UEFAランキング9位-15位の国・地域の第3順位のクラブ
    - 予選1回戦の勝者

  - 1回戦は以下のチームによって行われ、40チームがグループリーグに進出する。
    - UEFAカップの前年度優勝クラブ
    - UEFAランキング1位-13位の国・地域の国内カップ戦優勝クラブ
    - UEFAランキング7位-8位の国・地域の第3順位のクラブ
    - UEFAランキング4位-8位の国・地域の第4順位のクラブ
    - UEFAランキング1位-8位の国・地域の第5順位のクラブ
    - UEFAランキング1位-3位の国・地域の第6順位のクラブ
    - UEFAチャンピオンズリーグ予選3回戦の敗者
    - 予選2回戦の勝者（ただし、UEFAチャンピオンズリーグやUEFAカップの出場権重複により出場枠やシードには変動がある）
- グループリーグ 40チームを5クラブずつ、8グループに分けたグループリーグを実施する。抽選は各クラブのランキングポイントにより5つのポットにわけ、また同国のクラブが同じグループに入らないように行われる。ホーム・アウェーあわせて4試合（基本的には各2試合ずつが割り当てられる。完全H&Aではない）を戦い、各グループ上位3クラブが決勝トーナメントに進出する。勝ち点が同じクラブがある場合には以下の順により決定する。UEFAチャンピオンズリーグと異なり、完全H&Aではないため該当チーム同士の直接対決の結果は考慮されない。
  1. グループリーグ全試合での得失点差
  2. グループリーグ全試合での総得点
  3. グループリーグ全試合でのアウェイゴール数
  4. グループリーグ全試合での勝利数
  5. グループリーグ全試合でのアウェイ勝利数
  6. UEFAランキングの上位の国と地域
- 決勝トーナメント グループリーグを勝ち抜いた24クラブとUEFAチャンピオンズリーグ・グループリーグ3位クラブ8クラブを加えた32クラブでのトーナメント形式によるホーム・アンド・アウェー戦を実施する。
  - 決勝トーナメントの抽選 グループリーグ終了後に決勝トーナメント1、2回戦の抽選を行う。1回戦においては、同国のクラブ同士が対戦しないように、またグループリーグで対戦したクラブとも当たらないように考慮される。また、グループリーグ1位のクラブは3位のクラブと、グループリーグ2位のクラブはUEFAチャンピオンズリーグ3位のクラブと対戦する。グループリーグ3位のクラブとUEFAチャンピオンズリーグ3位のクラブが第1戦のホームゲームとなる。2回戦以降はカントリープロテクションは考慮されない。また、2回戦終了後に準々決勝以降の組み合わせ抽選を行い、トーナメントが確定する。

#### 2009-10シーズンから
大会名称の変更
大会名がUEFAカップからUEFAヨーロッパリーグに変更される。
UEFAランキングによる出場クラブ数の変更
UEFAランキング1位から6位のリーグからの出場クラブ数に変更はない。それ以下のリーグに与えられる出場枠に変更がなされた。まず、7位から9位のリーグは国内カップ戦優勝クラブとその他3クラブを出場させることができる。その他のリーグは国内カップ戦優勝クラブとその他2クラブを出場させることができる。
グループステージの構成の変更
2008-09シーズンまでのグループステージは全40クラブを5クラブずつの8グループに分けて行われるが、2009-10シーズンから全48クラブを4クラブずつの12グループに分けて行われることになった。
- 予選 全試合H&A戦を実施する[注釈 1]。
  - 予選1回戦
    - UEFAランキング35位〜53位の国内カップ戦優勝チーム
    - UEFAランキング22位〜51位の国内リーグ3位
    - UEFAランキング28位〜53位の国内リーグ2位
    - UEFAフェアプレーランキングで選ばれた3チーム

  - 予選2回戦
    - 予選1回戦を勝ち上がったチーム
    - UEFAランキング20位〜34位の国内カップ戦優勝チーム
    - UEFAランキング7位〜9位の国内リーグ5位
    - UEFAランキング10位〜15位の国内リーグ4位
    - UEFAランキング16位〜21位の国内リーグ3位
    - UEFAランキング16位〜27位の国内リーグ2位

  - 予選3回戦
    - 予選2回戦を勝ち上がったチーム
    - UEFAランキング17位〜19位の国内カップ戦優勝チーム
    - UEFAランキング1位〜3位の国内リーグ6位
    - UEFAランキング4位〜6位の国内リーグ5位
    - UEFAランキング7位〜9位の国内リーグ4位
    - UEFAランキング10位〜15位の国内リーグ3位

  - プレーオフ
    - 予選3回戦を勝ち上がったチーム
    - UEFAランキング8位〜16位の国内カップ戦優勝チーム
    - UEFAランキング1位〜3位の国内リーグ5位
    - UEFAランキング4位〜6位の国内リーグ4位
    - UEFAランキング7位〜9位の国内リーグ3位
    - UEFAチャンピオンズリーグ予選3回戦敗退15チーム
- 本選
  - グループステージ
    - プレーオフを勝ち上がった37チーム
    - UEFAランキング1位〜7位の国内カップ戦優勝チーム
    - UEFAチャンピオンズリーグ予選プレーオフ敗退10チーム
    - UEFAヨーロッパリーグ前年度優勝クラブ

  - 決勝トーナメント
    - グループステージ各組上位2チーム
    - UEFAチャンピオンズリーグ・グループリーグ3位

抽選はグループリーグ終了後に決勝トーナメント1回戦の抽選を行う。1回戦においては、UEFAチャンピオンズリーグ3位クラブのうち、成績上位4チームをグループステージ1位の枠に入れてシードし、成績下位4チームはグループステージ2位の枠に入れる。そして1位の枠から1つ、2位の枠から1つという形で抽選を行う。2位の枠から選ばれたチームが第1戦のホームとなる。また同国のクラブ同士が対戦しないように、またグループリーグで対戦したクラブとも当たらないように考慮される。準々決勝、準決勝は再度抽選となるが、この際には1回戦の抽選に伴う考慮はなく、全くのフリーで抽選を行う。
国内カップ戦優勝クラブがUCLに出場のため不参加でカップ戦準優勝クラブが出場する場合、各国の判断によっては、どのラウンドから参加するかを国内リーグの順位に従って決める。

#### 2015-16シーズンから
- 前年度優勝クラブは、UCLに出場することになった。
- UEFAランキング7位から9位のグループステージからの出場枠が4チームから3チームに変更され、ランキング1位から51位の国は、全て3チームずつ出場枠を得ることになった。
- グループステージからの出場枠が7チームから16チームに拡大。拡大した9つの出場枠は、UEFAランキング8～12位の国のカップ戦王者、UEFAランキング4位の国の4位チーム、そしてUEFAランキング1位～3位の5位チームに与えられる[3]。
- 国内カップ戦王者が、国内リーグ成績によりUCL出場権を獲得した場合、出場枠はカップ戦準優勝クラブではなく、UCLとUELの出場権を得ていない国内リーグ最上位のクラブに与えられる。

#### 2018-19シーズンから
- UEFAチャンピオンズリーグの全ての予選ラウンドの敗退チームが、UEFAヨーロッパリーグの出場権（予選2回戦～プレーオフのいずれか）を得ることになった（2020-21シーズンまで、2021-22シーズン以降は予選2回戦以降の敗退チーム）。

#### 新型コロナウイルス感染症に伴う措置
- 2020年後半戦より新型コロナウィルス感染対策のため、選手・監督・スタッフらにはPCR検査が義務付けられた。陽性者は隔離対象となるため、試合や遠征には帯同出来ない。

2019-20シーズンの特別ルール
新型コロナウィルスの世界的流行に伴い、準々決勝以降の全ての試合は、UEFAチャンピオンズリーグと同じく1試合決着方式の短期集中開催に変更され、中立地で開催されることになった。

#### 2021-22シーズンから
- UEFAヨーロッパカンファレンスリーグ (UECL)の創設により参加チーム数が減り規模が縮小された。
- グループステージは32チーム参加となり4チームずつ8つのグループに分かれて行われる。各グループ1位チームは決勝トーナメントのラウンド16に進出、2位チームは新たに設けられた決勝トーナメントプレーオフに進出、3位チームはUECLの決勝トーナメントプレーオフに回る。
- 決勝トーナメントプレーオフではグループステージ2位チームとUCLのグループ3位チームが対戦し、勝者がラウンド16に進出する。

#### 2024-25シーズンから
2024-25シーズンより、現行の32チームから36チームに出場枠が拡大され、グループステージを4チーム、8組に分けるフォーマットは廃止され、スイス方式の総当たり方式が導入される。
具体的には、予選リーグは参加36チームが、組み合わせ抽選により、オープン形式で8チーム対戦を行い、そのうちホーム・アウェー各4試合ずつを実施。8試合終了時点での成績上位8チームは自動的に決勝トーナメントに進出。9-24位についても組み合わせ抽選によりホーム・アンド・アウェー方式によるプレーオフを行い、その勝者8チームを加えた16チームが決勝トーナメントを争う。

## 選手登録のルール
シーズン途中に移籍して新加入した選手が前所属クラブでUEL本大会に出場歴のある場合、新たな所属クラブで同年度の大会に出場登録はできない。同年度のUCL本大会に出場歴のある選手は、1人に限り登録が可能（但しUCLに出場した際の前所属クラブが、UCLでグループリーグ3位になってUEL決勝トーナメントに参加する場合は不可）。UCL、UELの予選のみに前所属クラブで出場歴がある選手に関しては、新たな所属クラブで本大会から登録できるルールに変更された（元々は前所属クラブが敗退していない場合は登録不可だった）。

## 賞金
2024/25シーズンからの例。
総額は5億6500万ユーロに上る。
内訳は以下の通り
- リーグフェーズ出場: 431万ユーロ
- リーグフェーズでの勝利（1試合あたり）: 45万ユーロ
- リーグフェーズでの引き分け（1試合あたり）: 15万ユーロ
- リーグフェーズの順位によるボーナス: 36位が7万5000ユーロで順位が1つ上がる毎に7万5000ユーロ加算されていき1位は270万ユーロ。加えて1位から8位のクラブに60万ユーロ、9位から16位のクラブに30万ユーロ。
- 決勝トーナメントプレーオフ進出: 30万ユーロ
- ラウンド16進出: 175万ユーロ
- 準々決勝進出: 250万ユーロ
- 準決勝進出: 420万ユーロ
- 準優勝: 700万ユーロ
- 優勝: 1300万ユーロ

上記はラウンド進出ごとに加算されることを意味している。そのためリーグフェーズで全勝して1位となり優勝した場合の額は3266万ユーロとなる。
加えて総額1億9800万ユーロが、各国のマーケットや過去のUEFAの大会におけるパフォーマンスなどにより定められたランキングに基づき配分される。

## 結果
| 年度                 | 優勝                         | 結果                       | 準優勝                             | 会場                                                                                    |
| UEFAカップ           | UEFAカップ                   | UEFAカップ                 | UEFAカップ                         | UEFAカップ                                                                              |
| -------------------- | ---------------------------- | -------------------------- | ---------------------------------- | --------------------------------------------------------------------------------------- |
| 1971-72              | トッテナム・ホットスパー     | 2 - 1 1 - 1                | ウルヴァーハンプトン・ワンダラーズ | モリニュー（ウルヴァーハンプトン） ホワイト・ハート・レーン（ロンドン）                 |
| 1972-73              | リヴァプール                 | 3 - 0 0 - 2                | ボルシアMG                         | アンフィールド（リヴァプール） ベーケルベルク（メンヒェングラートバッハ）               |
| 1973-74              | フェイエノールト             | 2 - 2 2 - 0                | トッテナム・ホットスパー           | ホワイト・ハート・レーン（ロンドン） デ・カイプ（ロッテルダム）                         |
| 1974-75              | ボルシアMG                   | 0 - 0 5 - 1                | トゥウェンテ                       | ライン（デュッセルドルフ） ディックマン（エンスヘデ）                                   |
| 1975-76              | リヴァプール                 | 3 - 2 1 - 1                | クラブ・ブルッヘ                   | アンフィールド（リヴァプール） オリンピア（ブルッヘ）                                   |
| 1976-77              | ユヴェントス                 | 1 - 0 1 - 2 AG             | アスレティック・ビルバオ           | スタディオ・コムナーレ（トリノ） サン・マメス（ビルバオ）                               |
| 1977-78              | PSV                          | 0 - 0 3 - 0                | バスティア                         | アルマン＝チェサーリ（バスティア） フィリップス（アイントホーフェン）                   |
| 1978-79              | ボルシアMG                   | 1 - 1 1 - 0                | レッドスター・ベオグラード         | ツルヴェナ・ズヴェズダ（ベオグラード） ライン（デュッセルドルフ）                       |
| 1979-80              | フランクフルト               | 2 - 3 1 - 0 AG             | ボルシアMG                         | ベーケルベルク（メンヒェングラートバッハ） ヴァルト（フランクフルト）                   |
| 1980-81              | イプスウィッチ・タウン       | 3 - 0 2 - 4                | AZ                                 | ポートマン・ロード（イプスウィッチ） オリンピスフ（アムステルダム）                     |
| 1981-82              | ヨーテボリ                   | 1 - 0 3 - 0                | ハンブルガーSV                     | ウッレヴィ（ヨーテボリ） フォルクスパルク（ハンブルク）                                 |
| 1982-83              | アンデルレヒト               | 1 - 0 1 - 1                | ベンフィカ                         | ヘイゼル（ブリュッセル） ダ・ルス（リスボン）                                           |
| 1983-84              | トッテナム・ホットスパー     | 1 - 1 aet (PK 4 - 3)       | アンデルレヒト                     | コンスタン・ヴァンデン・ストック（ブリュッセル） ホワイト・ハート・レーン（ロンドン）   |
| 1984-85              | レアル・マドリード           | 3 - 0 0 - 1                | ヴィデオトン                       | ショーシュトーイ（セーケシュフェヘールヴァール） サンティアゴ・ベルナベウ（マドリード） |
| 1985-86              | レアル・マドリード           | 5 - 1 0 - 2                | ケルン                             | サンティアゴ・ベルナベウ（マドリード） ベルリン・オリンピア（ベルリン）                 |
| 1986-87              | ヨーテボリ                   | 1 - 0 1 - 1                | ダンディー・ユナイテッド           | ウッレヴィ（ヨーテボリ） タナディス・パーク（ダンディー）                               |
| 1987-88              | バイエル・レバークーゼン     | 0 - 3 3 - 0 aet (PK 3 - 2) | エスパニョール                     | ウルリッヒ＝ハーバーラント（レバークーゼン） エスタディ・デ・サリア（バルセロナ）       |
| 1988-89              | ナポリ                       | 2 - 1 3 - 3                | シュトゥットガルト                 | サン・パオロ（ナポリ） ネッカー（シュトゥットガルト）                                   |
| 1989-90              | ユヴェントス                 | 3 - 1 0 - 0                | フィオレンティーナ                 | スタディオ・コムナーレ（トリノ） パルテニオ（アヴェッリーノ）                           |
| 1990-91              | インテル                     | 2 - 0 0 - 1                | ローマ                             | ジュゼッペ・メアッツァ（ミラノ） オリンピコ（ローマ）                                   |
| 1991-92              | アヤックス                   | 2 - 2 0 - 0 AG             | トリノ                             | デッレ・アルピ（トリノ） オリンピスフ（アムステルダム）                                 |
| 1992-93              | ユヴェントス                 | 3 - 1 3 - 0                | ボルシア・ドルトムント             | ヴェストファーレン（ドルトムント） デッレ・アルピ（トリノ）                             |
| 1993-94              | インテル                     | 1 - 0                      | ザルツブルク                       | エルンスト・ハッペル（ウィーン） ジュゼッペ・メアッツァ（ミラノ）                       |
| 1994-95              | パルマ                       | 1 - 0 1 - 1                | ユヴェントス                       | エンニオ・タルディーニ（パルマ） ジュゼッペ・メアッツァ（ミラノ）                       |
| 1995-96              | バイエルン・ミュンヘン       | 2 - 0 3 - 1                | ジロンダン・ボルドー               | ミュンヘン・オリンピア（ミュンヘン） パルク・レスキュール（ボルドー）                   |
| 1996-97              | シャルケ                     | 1 - 0 0 - 1 aet (PK 4 - 1) | インテル                           | パルク（ゲルゼンキルヒェン） ジュゼッペ・メアッツァ（ミラノ）                           |
| 1997-98              | インテル                     | 3 - 0                      | ラツィオ                           | パルク・デ・プランス（パリ）                                                            |
| 1998-99              | パルマ                       | 3 - 0                      | オリンピック・マルセイユ           | ルジニキ（モスクワ）                                                                    |
| 1999-00              | ガラタサライ                 | 0 - 0 aet (PK 4 - 1)       | アーセナル                         | パルケン（コペンハーゲン）                                                              |
| 2000-01              | リヴァプール                 | 5 - 4 GG                   | デポルティーボ・アラベス           | ヴェストファーレン（ドルトムント）                                                      |
| 2001-02              | フェイエノールト             | 3 - 2                      | ボルシア・ドルトムント             | デ・カイプ（ロッテルダム）                                                              |
| 2002-03              | ポルト                       | 3 - 2 aet                  | セルティック                       | オリンピコ（セビリア）                                                                  |
| 2003-04              | バレンシア                   | 2 - 0                      | オリンピック・マルセイユ           | ウッレヴィ（ヨーテボリ）                                                                |
| 2004-05              | CSKAモスクワ                 | 3 - 1                      | スポルティングCP                   | ジョゼ・アルヴァラーデ（リスボン）                                                      |
| 2005-06              | セビージャ                   | 4 - 0                      | ミドルズブラ                       | フィリップス（アイントホーフェン）                                                      |
| 2006-07              | セビージャ                   | 2 - 2 aet (PK 3 - 1)       | エスパニョール                     | ハムデン・パーク（グラスゴー）                                                          |
| 2007-08              | ゼニト                       | 2 - 0                      | レンジャーズ                       | シティ・オブ・マンチェスター（マンチェスター）                                          |
| 2008-09              | シャフタール・ドネツク       | 2 - 1 aet                  | ヴェルダー・ブレーメン             | シュクリュ・サラジオウル（イスタンブール）                                              |
| UEFAヨーロッパリーグ |                              |                            |                                    |                                                                                         |
| 2009-10              | アトレティコ・マドリード     | 2 - 1 aet                  | フラム                             | ハンブルク・アレーナ（ハンブルク）                                                      |
| 2010-11              | ポルト                       | 1 - 0                      | ブラガ                             | ダブリン・アリーナ（ダブリン）                                                          |
| 2011-12              | アトレティコ・マドリード     | 3 - 0                      | アスレティック・ビルバオ           | ナツィオナル（ブカレスト）                                                              |
| 2012-13              | チェルシー                   | 2 - 1                      | ベンフィカ                         | アムステルダム・アレナ（アムステルダム）                                                |
| 2013-14              | セビージャ                   | 0 - 0 aet (PK 4 - 2)       | ベンフィカ                         | ユヴェントス・スタジアム（トリノ）                                                      |
| 2014-15              | セビージャ                   | 3 - 2                      | ドニプロ                           | ワルシャワ国立競技場（ワルシャワ）                                                      |
| 2015-16              | セビージャ                   | 3 - 1                      | リヴァプール                       | ザンクト・ヤコブ・パルク（バーゼル）                                                    |
| 2016-17              | マンチェスター・ユナイテッド | 2 - 0                      | アヤックス                         | フレンズ・アレーナ（ソルナ）                                                            |
| 2017-18              | アトレティコ・マドリード     | 3 - 0                      | オリンピック・マルセイユ           | パルク・オリンピック・リヨン（リヨン）                                                  |
| 2018-19              | チェルシー                   | 4 - 1                      | アーセナル                         | バクー・オリンピック（バクー）                                                          |
| 2019-20              | セビージャ                   | 3 - 2                      | インテル                           | ミュンゲルスドルファー（ケルン）                                                        |
| 2020-21              | ビジャレアル                 | 1 - 1 aet (PK 11 - 10)     | マンチェスター・ユナイテッド       | アリーナ・グダニスク（グダニスク）                                                      |
| 2021-22              | フランクフルト               | 1 - 1 aet (PK 5 - 4)       | レンジャーズ                       | ラモン・サンチェス・ピスフアン（セビリア）                                              |
| 2022-23              | セビージャ                   | 1 - 1 aet (PK 4 - 1)       | ローマ                             | プシュカーシュ・アレーナ（ブダペスト）                                                  |
| 2023-24              | アタランタ                   | 3 - 0                      | バイエル・レバークーゼン           | ダブリン・アリーナ（ダブリン）                                                          |
| 2024-25              | トッテナム・ホットスパー     | 1 - 0                      | マンチェスター・ユナイテッド       | サン・マメス（ビルバオ）                                                                |
| 2025-26              |                              | -                          |                                    | ベシクタシュ・スタジアム（イスタンブール）                                              |

## 統計

### クラブ別成績
| クラブ名                     | 優 | 準 | 優勝年度                                 | 準優勝年度       |
| ---------------------------- | -- | -- | ---------------------------------------- | ---------------- |
| セビージャ                   | 7  | 0  | 2006, 2007, 2014, 2015, 2016, 2020, 2023 |                  |
| インテル                     | 3  | 2  | 1991, 1994, 1998                         | 1997, 2020       |
| トッテナム・ホットスパー     | 3  | 1  | 1972, 1984, 2025                         | 1974             |
| リヴァプール                 | 3  | 1  | 1973, 1976, 2001                         | 2016             |
| ユヴェントス                 | 3  | 1  | 1977, 1990, 1993                         | 1995             |
| アトレティコ・マドリード     | 3  | 0  | 2010, 2012, 2018                         |                  |
| ボルシアMG                   | 2  | 2  | 1975, 1979                               | 1973, 1980       |
| フェイエノールト             | 2  | 0  | 1974, 2002                               |                  |
| フランクフルト               | 2  | 0  | 1980, 2022                               |                  |
| ヨーテボリ                   | 2  | 0  | 1982, 1987                               |                  |
| レアル・マドリード           | 2  | 0  | 1985, 1986                               |                  |
| パルマ                       | 2  | 0  | 1995, 1999                               |                  |
| ポルト                       | 2  | 0  | 2003, 2011                               |                  |
| チェルシー                   | 2  | 0  | 2013, 2019                               |                  |
| マンチェスター・ユナイテッド | 1  | 2  | 2017                                     | 2021, 2025       |
| アンデルレヒト               | 1  | 1  | 1983                                     | 1984             |
| バイエル・レバークーゼン     | 1  | 1  | 1988                                     | 2024             |
| アヤックス                   | 1  | 1  | 1992                                     | 2017             |
| PSV                          | 1  | 0  | 1978                                     |                  |
| イプスウィッチ・タウン       | 1  | 0  | 1981                                     |                  |
| ナポリ                       | 1  | 0  | 1989                                     |                  |
| バイエルン・ミュンヘン       | 1  | 0  | 1996                                     |                  |
| シャルケ                     | 1  | 0  | 1997                                     |                  |
| ガラタサライ                 | 1  | 0  | 2000                                     |                  |
| バレンシア                   | 1  | 0  | 2004                                     |                  |
| CSKAモスクワ                 | 1  | 0  | 2005                                     |                  |
| ゼニト                       | 1  | 0  | 2008                                     |                  |
| シャフタール・ドネツク       | 1  | 0  | 2009                                     |                  |
| ビジャレアル                 | 1  | 0  | 2021                                     |                  |
| アタランタ                   | 1  | 0  | 2024                                     |                  |
| ベンフィカ                   | 0  | 3  |                                          | 1983, 2013, 2014 |
| オリンピック・マルセイユ     | 0  | 3  |                                          | 1999, 2004, 2018 |
| アスレティック・ビルバオ     | 0  | 2  |                                          | 1977, 2012       |
| エスパニョール               | 0  | 2  |                                          | 1988, 2007       |
| ローマ                       | 0  | 2  |                                          | 1991, 2023       |
| ボルシア・ドルトムント       | 0  | 2  |                                          | 1993, 2002       |
| アーセナル                   | 0  | 2  |                                          | 2000, 2019       |
| レンジャーズ                 | 0  | 2  |                                          | 2008, 2022       |
| ウルヴァーハンプトン         | 0  | 1  |                                          | 1972             |
| トゥウェンテ                 | 0  | 1  |                                          | 1975             |
| クラブ・ブルッヘ             | 0  | 1  |                                          | 1976             |
| バスティア                   | 0  | 1  |                                          | 1978             |
| レッドスター・ベオグラード   | 0  | 1  |                                          | 1979             |
| AZ                           | 0  | 1  |                                          | 1981             |
| ハンブルガーSV               | 0  | 1  |                                          | 1982             |
| ヴィデオトン                 | 0  | 1  |                                          | 1985             |
| ケルン                       | 0  | 1  |                                          | 1986             |
| ダンディー・ユナイテッド     | 0  | 1  |                                          | 1987             |
| シュトゥットガルト           | 0  | 1  |                                          | 1989             |
| フィオレンティーナ           | 0  | 1  |                                          | 1990             |
| トリノ                       | 0  | 1  |                                          | 1992             |
| ザルツブルク                 | 0  | 1  |                                          | 1994             |
| ボルドー                     | 0  | 1  |                                          | 1996             |
| ラツィオ                     | 0  | 1  |                                          | 1998             |
| デポルティーボ・アラベス     | 0  | 1  |                                          | 2001             |
| セルティック                 | 0  | 1  |                                          | 2003             |
| スポルティングCP             | 0  | 1  |                                          | 2005             |
| ミドルズブラ                 | 0  | 1  |                                          | 2006             |
| ヴェルダー・ブレーメン       | 0  | 1  |                                          | 2009             |
| フラム                       | 0  | 1  |                                          | 2010             |
| ブラガ                       | 0  | 1  |                                          | 2011             |
| ドニプロ                     | 0  | 1  |                                          | 2015             |

注：優勝年度及び準優勝年度は、優勝が決定した年を並べている。例えば、1971-72年度王者は1972年としている。

### クラブ所在国別成績
| 国・地域名     | 優 | 準 |
| -------------- | -- | -- |
| スペイン       | 14 | 5  |
| イングランド   | 10 | 9  |
| イタリア       | 10 | 8  |
| ドイツ         | 7  | 9  |
| オランダ       | 4  | 3  |
| ポルトガル     | 2  | 5  |
| スウェーデン   | 2  | 0  |
| ロシア         | 2  | 0  |
| ベルギー       | 1  | 2  |
| ウクライナ     | 1  | 1  |
| トルコ         | 1  | 0  |
| フランス       | 0  | 5  |
| スコットランド | 0  | 4  |
| オーストリア   | 0  | 1  |
| セルビア       | 0  | 1  |
| ハンガリー     | 0  | 1  |

## 大会アンセム
大会がUEFAヨーロッパリーグになった2009-10シーズン以降、テーマ曲「UEFAヨーロッパリーグ賛歌 (UEFA Europa League Anthem) 」が使われており、試合開始前、テレビ中継開始時と終了時に流される。このアンセムには、UEFAチャンピオンズリーグアンセムとは違って歌詞は存在しない。初代アンセムは、2009-10シーズンから2014-15シーズンまでの6年間使われ、作曲はフランスのヨアン・ツバイクが担当し、パリ・オペラ座管弦楽団の演奏によるものだった。
2015-16シーズンから2017-2018シーズンまでのアンセム（2代目）は、ドイツの作曲家・ミヒャエル・カデルバッハによって作曲されたもので、アップテンポや拍手をベースに、選手・サポーター・チームスタッフとの一体感を表現したものとなっていた。
2018-19シーズンからは、本大会のヴィジュアル・アイデンティティ（VI）がリニューアルしたのに合わせ、アンセムも3代目のものに一新された。現行のアンセムは、夜に行われる試合の情熱とエネルギーを表しており、高揚感を生み出す力強い楽曲となっている。

## スポンサー
以下は2024/25現在。UEFAカンファレンスリーグのスポンサーも兼任する。
- オフィシャルスポンサー
  - ハンコックタイヤ
  - エンゲルベルト・シュトラウス
  - リドル
  - カイゼン・ゲーミング（Betano）
  - ジャストイート・テイクアウェイドットコム
  - スイスクオート銀行
  - エンタープライズレンタカー
  - フリックスモビリティ
- オフィシャルサプライヤーパートナー
  - デカトロン（Kipsta）[9]
- オフィシャルライセンシー
  - ウブロ（公式タイムキーパー）
  - エレクトロニック・アーツ（公式ゲーム）